# Serge Aurier
Pour les articles homonymes, voir Aurier.
Serge Aurier, né le 24 décembre 1992 à Ouragahio (Côte d'Ivoire), est un footballeur international ivoirien qui évolue au poste de défenseur au Persépolis FC.
Formé au Racing Club de Lens, Serge Aurier fait ses débuts en Ligue 1 à seulement 17 ans. Prometteur, de nombreux clubs européens tentent de l'attirer. En difficultés financières, le club de Lens transfère le latéral au Toulouse FC. La saison suivante, le club du Paris Saint-Germain le repère sous forme de prêt avant de lever l'option d'achat la saison suivante. Avec le club de la capitale, Serge Aurier remporte plusieurs titres dont deux titres de champion de France.
Serge Aurier est sélectionné, grâce à ses performances avec Toulouse, pour participer à la Coupe du monde 2014 au Brésil. Il fait partie de l'équipe de la Côte d'Ivoire victorieuse en Coupe d'Afrique des nations en 2015 puis en 2023.

## Biographie

### Famille
Le 13 juillet 2020, il perd son frère de 26 ans, Christopher Aurier, tué par balles en sortie d’une boîte de nuit toulousaine, dans une zone industrielle au petit matin.

### Carrière en club
Après quelques années à Abidjan en Côte d'Ivoire, Serge Aurier rejoint la France et la banlieue parisienne. Il grandit à Sevran en Seine-Saint-Denis et entame alors sa formation dans le club de football de Villepinte, au poste de milieu défensif.

#### RC Lens (2006-2012)
Serge Aurier rejoint le Racing Club de Lens en 2006 en même temps que son frère Christopher. Ce départ pour Lens crée d'ailleurs une confusion entre les prénoms des deux frères,. Avec les équipes de jeunes du club, Serge Aurier est vice-champion des moins de seize ans et champion de France des moins de dix-huit ans. Il devient ensuite le capitaine de l'équipe réserve, avant de signer son premier contrat professionnel en juin 2009.

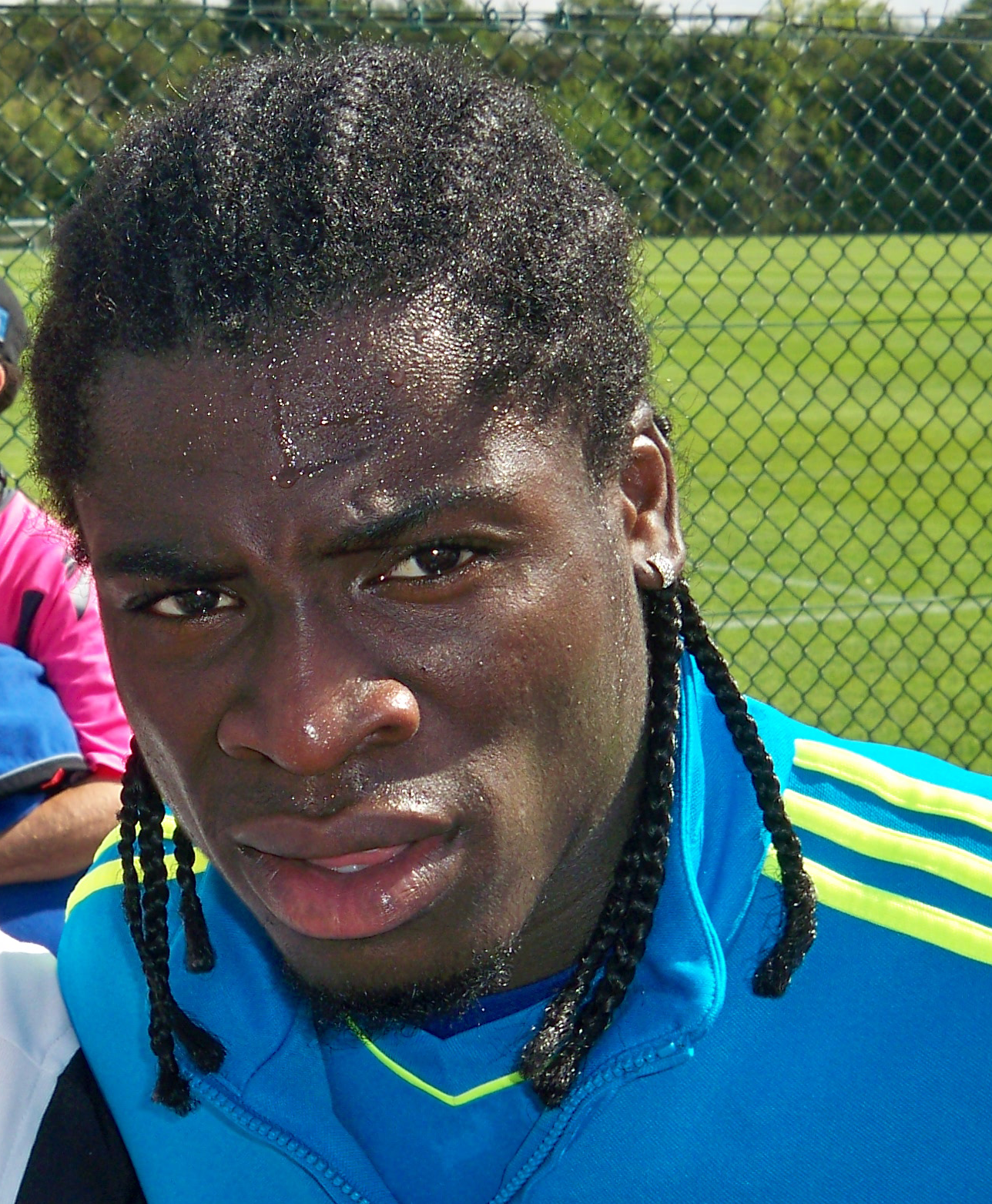
Serge Aurier en 2011 avec le RC Lens.

Serge Aurier joue son premier match de Ligue 1 le 22 décembre 2009 contre Saint-Étienne, à seize ans et trois-cent-soixante-trois jours, profitant de la non-présence de Marco Ramos, suspendu pour une accumulation de cartons jaunes. Opposé à Dimitri Payet, il tient le choc après des premières minutes difficiles. Il est de nouveau utilisé pour les matches de coupe de la ligue et de coupe de France. Le 30 janvier, lors du derby du Nord, il est titularisé à la dernière minute, Ramos ressentant une douleur derrière la cuisse lors de l'échauffement. De nouveau, le jeune lensois rend une copie satisfaisante, et apparaît même comme l'un des meilleurs Sang et Or au Stadium Nord. Il touche une multitude de ballons durant ce match (soixante-neuf, soit sept de moins que Franck Béria, le plus actif du match). Appelé plusieurs fois par la sélection espoir ivoirien, il décline l'invitation, et décante sa double nationalité. À la fin de cette première saison prometteuse, il obtient la « Gaillette d’Or », récompensant le meilleur jeune lensois de l'année.
Lors de la saison 2010-2011, il change de statut dans l'équipe, et devient un joueur important de l'équipe de Lens et participe à 29 matches toutes compétitions confondues. En mars 2011, il prolonge donc son contrat avec le club nordiste jusqu'en 2015. Multipliant les bonnes apparitions, il attire rapidement les grands clubs européens  Manchester City, Sunderland, Fulham et la Lazio Rome, le club espagnol de Getafe se montrant le plus pressant. En fin de saison, le RC Lens est relégué en Ligue 2. Aurier déclare alors que passer une saison dans l'antichambre de l'élite ne le dérangerait pas, mais qu'il privilégierait la Ligue 1 pour sa progression. Aurier reste finalement dans le Nord de la France avec le statut de titulaire.
Lors de la saison 2011-2012, Aurier est titulaire indiscutable avec Lens. Durant la première moitié de saison, il joue un total de 16 matchs en Ligue 2. Alors que d'autres clubs européens s'intéressent à lui, le Racing Club de Lens fait face à des difficultés financières. En toute fin de mercato hivernal, Serge Aurier quitte le club après 56 matchs avec Lens.

#### Toulouse FC (2012-2015)
Le 26 janvier 2012, Serge Aurier signe au Toulouse Football Club pour quatre ans et demi. Son transfert est estimé à 1,5 million d'euros. Il fait ses débuts sous ses nouvelles couleurs seulement deux jours après sa signature lors d'une victoire 1 à 0 contre le SM Caen. Le 1er avril 2012, lors de la 30e journée du championnat de France de Ligue 1 et le déplacement à Lille, il marque son premier but avec le Toulouse Football Club et le premier de sa carrière professionnelle. Peu après, Aurier se blesse à la cheville et rate six matchs de championnat, avant de revenir lors de la dernière journée de Ligue 1 où Toulouse perd 2-0 contre Ajaccio. Pour sa première moitié de saison à Toulouse, Aurier joue un total de 10 matchs pour un but marqué.
Lors de la saison 2012-2013, dès la première journée à Montpellier, Serge Aurier connait le meilleur et le pire. Tout d'abord, c'est lui qui distribue la passe décisive sur le but de Wissam Ben Yedder à la 72e minute avant de se faire expulser dix minutes plus tard, obligeant ses coéquipiers à terminer la rencontre à 9 après l'exclusion préalable d'Adrien Regattin (match nul 1-1). À la suite de cette expulsion, Aurier est suspendu pendant trois matchs dont un avec sursis. Il fait son retour le 1er septembre 2012 contre le Stade de Reims (match nul 1-1). Le 11 janvier 2013,lors de la 20e journée de la saison 2012-2013, le latéral droit inscrit son second but en Ligue 1. Posté à l'entrée de la surface adverse, côté droit, Aurier exécute, sans contrôle, un extérieur du pied droit qui se loge dans la lucarne opposée de Stéphane Ruffier. De la 26e à la 29e journée, Aurier est écarté du groupe à cause de blessures,. À la fin de la saison, Toulouse, éliminé dès le deuxième tour de chaque coupe, termine à la 10e place du championnat. Au total, Aurier dispute 32 rencontres pour 1 but et 5 passes décisives sur la saison et est sélectionné pour la première fois avec les Éléphants de Côte d'Ivoire.
La saison 2013-2014 de Toulouse débute très mal mais Serge Aurier, qui a signé un nouveau contrat qui le lie au club jusqu'en 2018, se distingue dans le 3-5-2 dessiné par Alain Casanova. Grâce à une grande liberté sur les offensives toulousaines, le latéral droit ouvre son compteur but contre Évian TG lors de la 12e journée malgré une défaite 2 buts à 1. Trois mois plus tard, Toulouse va mieux et Aurier marque son deuxième but de la saison à Marseille et permet à son équipe de rentrer du Vélodrome avec le point du nul (2-2). Quinze jours après, l'|Ivoirien est de nouveau décisif et donne la victoire aux Toulousains à Lorient (1-3), son troisième but de la saison, le troisième à l'extérieur. C'est le 8 mars 2014, lors de la 28e journée qu'Aurier inscrit son premier but au Stadium contre Reims (3-2). La journée suivante, il donne la victoire au Téfécé face au Stade rennais (2-3). Désormais devenu l'homme fort des siens, le latéral passe le plus clair de son temps dans la surface adverse sans oublier ses obligations défensives malgré tout. Contre Lille son but dans le temps additionnel ne change pas la donne et les Sudistes s'inclinent 1-2 à domicile. Toulouse se classe 9e en fin de saison mais se fait sortir en 8e de finale de la Coupe de la Ligue par l'AS Moulins, club de CFA en 16e de finale.
Au total, Serge Aurier aura inscrit 6 buts en 38 rencontres et distribué 7 passes décisives, ce qui fait de Serge Aurier, le défenseur latéral le plus prolifique d'Europe, malgré ses 11 cartons jaunes reçus. De plus, il est élu meilleur latéral droit dans l'équipe-type de la Ligue 1 au Trophées UNFP,. Il termine également deuxième au classement du meilleur africain de Ligue 1 derrière Vincent Enyeama le gardien du LOSC et devant son ancien coéquipier à Lens, aujourd'hui à Lyon, Henri Bedimo.

#### Paris Saint-Germain (2015-2017)

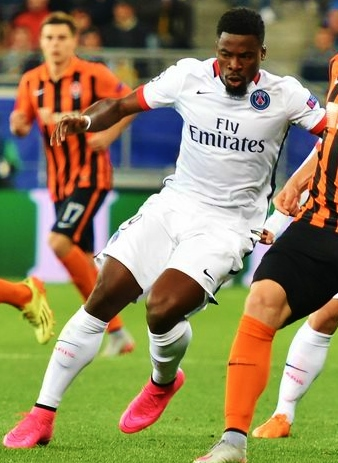
Serge Aurier lors d'un match de Ligue des champions en 2015 avec le PSG.

Le 23 juillet 2014, le Paris Saint-Germain officialise la signature de Serge Aurier sous forme de prêt avec option d'achat, le club francilien ne pouvant l'acheter immédiatement à cause du fair-play financier. Il joue pour la première fois sous ses nouvelles couleurs le 29 juillet 2014, lors du match amical contre le Kitchee SC et délivre une passe décisive pour Zlatan Ibrahimović, qui marque de la tête. Il fait ses débuts en Ligue 1, avec le PSG, le 16 août lors du match contre le SC Bastia en entrant à la 45e minute pour une victoire 2-0. Le match suivant, contre l'Évian TG, il est titularisé pour la première fois en match officiel avec Paris mais ne peut éviter le match nul (0-0). En concurrence avec le Néerlandais Gregory van der Wiel puis Marquinhos sur le côté droit de la défense, le jeune latéral peine à trouver ses marques et ne dispute que quelques rencontres en Ligue 1 sans jamais prendre part au match de Ligue des champions. Il est notamment suspendu pour les quarts de finale de Ligue des champions pour avoir insulté un arbitre dans une vidéo (voir section Polémiques). Il délivre sa première passe décisive de la saison lors du Classique contre l'Olympique de Marseille où Edinson Cavani marque de la tête le second but de la partie (2-0) pour le compte de la 13e journée. Le 17 décembre, Serge Aurier marque son premier but avec le PSG lors des huitièmes de finale de la Coupe de la Ligue contre l'AC Ajaccio pour une victoire 3-1.
Le 11 avril, Serge Aurier s'offre la Coupe de la Ligue en battant le SC Bastia 4-0, son premier trophée en club. Il ne participe pas à la finale de la Coupe de France gagnée par le PSG contre l'AJ Auxerre plus d'un mois plus tard (0-1). À une journée de la fin, face à Montpellier, les Parisiens sont sacrés champions de France. Aurier n'aura pris part qu'à 16 rencontres sous les couleurs du PSG pour un but lors de sa première saison dans la capitale. Le club, lui, réalise le quadruplé historique en France puisqu'il remporte le Trophée des champions, les deux coupes nationales et la Ligue 1,. Le 29 avril 2015, le Paris Saint-Germain annonce qu'il lève l’option d’achat de Serge Aurier qui signe un contrat le liant au club jusqu'en juin 2019.
Serge Aurier commence la saison 2015-2016 en remportant, le 1er août 2015, le Trophée des champions contre l'Olympique lyonnais. Il inscrit le premier but de la partie puis est élu Homme du Match de cette rencontre gagnée 2 à 0. Auteur d'une bonne préparation, il s'impose rapidement sur le flanc droit de la défense parisienne, au détriment de son coéquipier Van der Wiel. Alors que le PSG domine en Ligue 1, Aurier participe, le 30 septembre 2015, à son premier match de Ligue des champions face au Chakhtar Donetsk et marque son premier but dans cette compétition dès la 6e minute avant de dévier un ballon de la tête pour le but de David Luiz (3-0).
Le 13 décembre, il marque son premier but de la saison face à l'Olympique lyonnais pour le compte de la 18e journée de Ligue 1 à la 17e minute de jeu. Finalement, le PSG s'impose 5-1 au Parc des Princes.
Durant la saison 2016-2017, l'international belge Thomas Meunier lui est préféré au poste de latéral droit.
En 2022, le magazine So Foot le classe dans le top 1000 des meilleurs joueurs du championnat de France, à la 610e place.

#### Tottenham Hotspur (2017-2021)
Le 31 août 2017, Aurier s'engage pour cinq saisons avec Tottenham Hotspur à la suite de tension avec l'encadrement du PSG et d'une trop grande concurrence au PSG avec Thomas Meunier et Dani Alves arrivé au club de la capitale quelques semaines auparavant.
Le 14 septembre, Aurier fait ses grands débuts sous ses nouvelles couleurs en affrontant à domicile le Borussia Dortmund en phase de poules de Ligue des champions. Des débuts heureux puisque Tottenham s'impose 3-1 et l'ancien parisien dispute la totalité du match. Pour sa première titularisation en Premier League contre West Ham, il reçoit un carton rouge après avoir été averti à deux reprises. Le 13 décembre, Aurier marque son premier but pour les Spurs en championnat contre Brighton. Cette réalisation est involontaire car le latéral ivoirien voulait effectuer un centre mais voit son tir surprendre le gardien adverse et finir dans les filets,. Il marque une nouvelle fois le 11 mars 2018 face à Bournemouth pour sceller la victoire de Tottenham (1-4).
La saison suivante, il joue beaucoup moins car son entraîneur Mauricio Pochettino lui préfère Kieran Trippier au poste de latéral droit. Cependant, il se montre décisif en FA Cup face à Tranmere Rovers puisqu'il inscrit un doublé lors du match (0-7). Il est également passeur décisif pour Jan Vertonghen face au Borussia Dortmund en Ligue des champions lors du huitième de finale aller (3-0). Cependant, il se blesse à la suite du match retour en Allemagne.

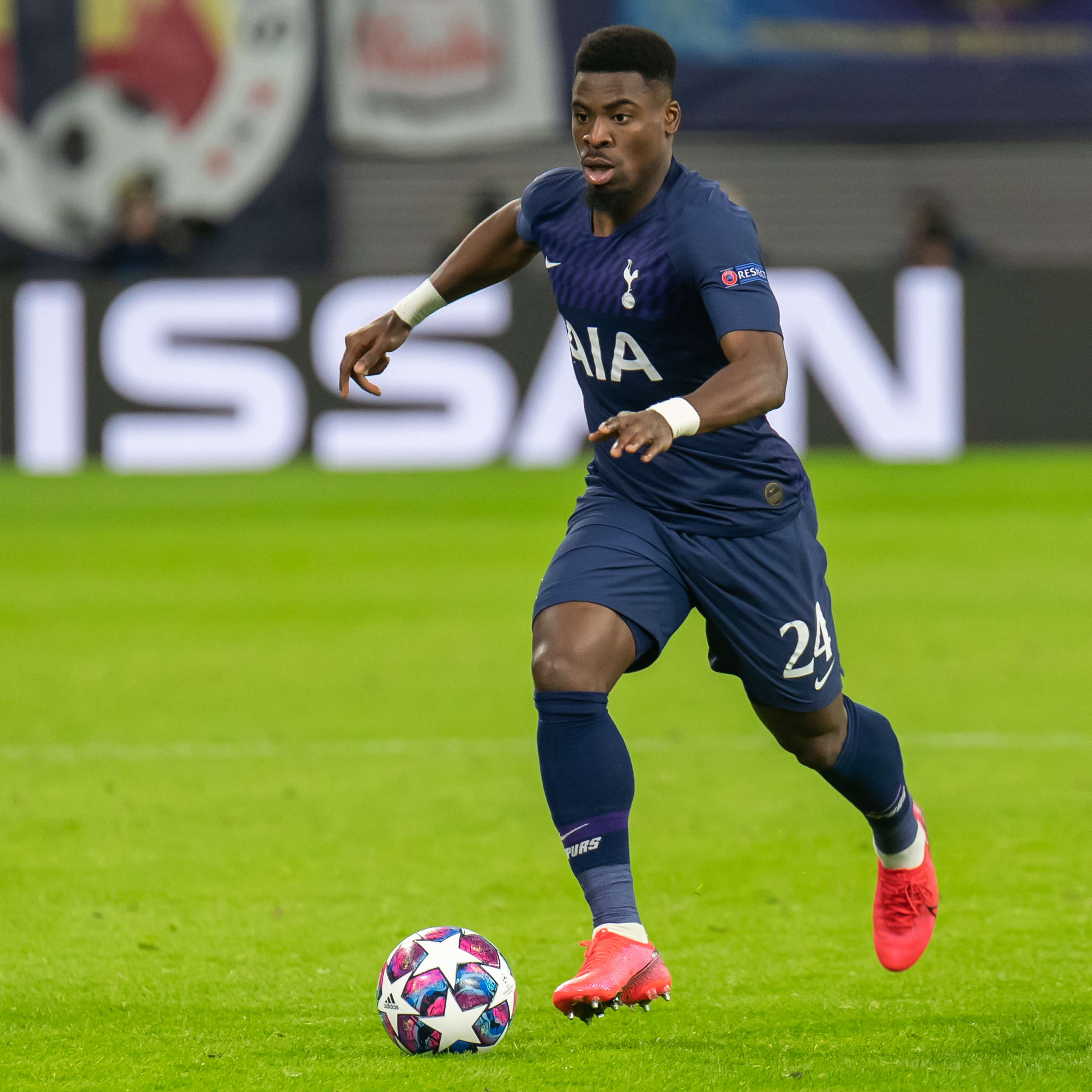
Serge Aurier avec Tottenham Hotspur en 2020.

Le 14 septembre 2019, il fait sa première apparition avec Tottenham depuis plusieurs mois face à Crystal Palace. Il se montre très décisif lors de la rencontre car il pousse Patrick van Aanholt au contre son camp et est passeur décisif pour Son Heung-min lors de la victoire des siens (4-0). Pour la première de son nouvel entraîneur José Mourinho au Tottenham Hotspur Stadium, Aurier marque une magnifique reprise de volée contre l'Olympiakos (victoire 4-2). Il marque encore, cette fois ci en Premier League face à Wolverhampton Wanderers (défaite 2-3).
Le 31 août 2021, Tottenham annonce la résiliation de son contrat un an avant la fin de celui-ci, prévue le 30 juin 2022.

#### Villarreal CF (2021-2022)
Libre, il s'engage le 5 octobre 2021 avec Villarreal pour trois ans. Le latéral droit fait ses débuts en Liga lors de la dixième journée de championnat, entrant en jeu à la 65e minute de jeu face à l'Athletic Club (défaite 2-1). À son poste, il se retrouve en concurrence avec un de ses anciens coéquipiers de Tottenham, Juan Foyth. Aurier enchaîne deux titularisations lors de la 12e et de la 13e journée de championnat avant d'être éloigné du onze de départ à cause d'une blessure à la hanche et de sa participation à la CAN 2022.

#### Nottingham Forest (2022-2024)
Aurier rejoint Notthingam Forest FC en septembre 2022.

#### Galatasaray SK (2024)
Au début du mois de février 2024, Galatasaray SK annonce le recrutement de Serge Aurier pour le reste de la saison 2023-2024. Son arrivée compense le départ au Bayern Munich de Sacha Boey.

#### Persépolis FC (depuis 2025)
Fin juillet 2025, Serge Aurier s’engage avec le club iranien du Persépolis FC’.

### Carrière internationale
Lors de ses débuts, la question de l'équipe nationale que peut choisir Aurier est posée. De nombreux observateurs voient en lui le futur latéral de l'équipe de France après sa grosse saison à Toulouse mais Aurier décide de représenter le pays du continent africain qu'il estime avoir plus besoin de lui.
Le 8 juin 2013, il connaît sa première sélection avec les Eléphants face à la Gambie en éliminatoires de la Coupe du monde 2014, sous la houlette de Sabri Lamouchi. Aurier ne dispose pas de la nationalité française, une demande de naturalisation française du joueur ayant été refusée en 2011 par le ministre Claude Guéant selon Le Parisien.

#### Coupe du monde 2014
Le jeune latéral droit, qui a explosé avec Toulouse, est logiquement retenu parmi les 23 Ivoiriens qui disputent la Coupe du monde 2014 au Brésil.
Pour son premier match dans la compétition, Serge Aurier se distingue par deux passes décisives contre le Japon (2-1). Lors du deuxième match, et malgré la défaite des siens contre la Colombie, Aurier est encore crédité d'une grosse prestation (2-1). Le dernier match est alors décisif entre deux équipes qui peuvent encore se qualifier. Alors que les Ivoiriens tenaient leur qualification pour les Huitièmes de finale contre la Grèce à la fin du temps réglementaire, Aurier, auteur d'un rush jusqu'au but adverse sur l'action précédente, ne se replace pas, laissant son côté droit à l'abandon. Les Grecs en profitent et obtiennent un penalty venu du côté d'Aurier et valident leur qualification au bout du temps additionnel au détriment des Africains (2-1).

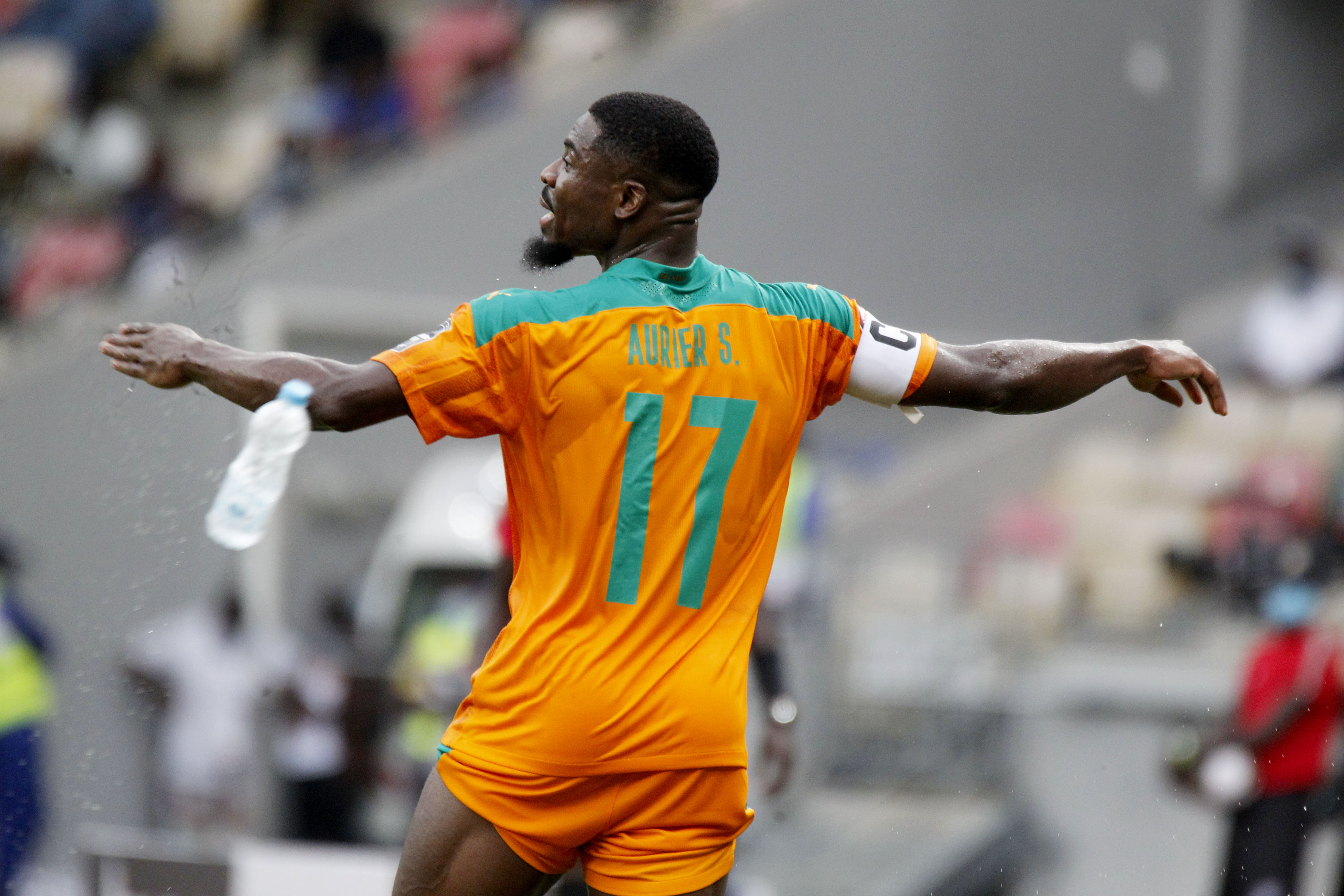
Capitaine de la Cote d'Ivoire

#### Coupe d'Afrique des nations 2015
Malgré un faible temps de jeu au Paris Saint-Germain, Aurier est indéboulonnable sur le flanc droit de la défense ivoirienne malgré le changement de sélectionneur et l'arrivée de Hervé Renard, et fait donc partie des 23 qui vont en Guinée équatoriale. La dernière chance pour une génération dorée ivoirienne vieillissante qui a perdu Didier Drogba, son capitaine et figure de proue, parti à la retraite sans être parvenu à remporter la moindre compétition internationale.
Dans le groupe le plus serré en compagnie du Mali, du Cameroun et de la Guinée, les Éléphants de Serge Aurier entrent dans la compétition en commençant par affronter les Guinéens. Menés au score à la suite d'un mauvais renvoi de Serge Aurier sur Mohamed Yattara et réduits à 10 après l'exclusion de Gervinho, la Côte d'Ivoire parvient à égaliser par Seydou Doumbia sur une action initiée par le latéral droit parisien qui rattrape son erreur (1-1). Dans un registre plus offensif face au Mali, Aurier est coupable d'être en retard au marquage de Bakary Sako qui ouvre le score rapidement avant que l'Ivoirien ne se rattrape en délivrant l'assist pour l'égalisation de Max-Alain Gradel en fin de partie (1-1). Les quatre premiers matchs du Groupe D s'étant tous soldés sur le score de 1-1, le match face au Cameroun est donc décisif puisque les quatre équipes se trouvent à deux points et égalité parfaite à la différence de buts, buts marqués et encaissés. Malgré quelques frayeurs, Aurier et les siens se qualifient grâce à un nouveau but de Gradel (0-1). En quarts, la Côte d'Ivoire affronte l'Algérie, 18e et meilleure équipe africaine au Classement FIFA pour le premier choc de la compétition. Après l'ouverture du score par Wilfried Bony, Serge Aurier est de nouveau en retard dans son placement défensif lors de l'égalisation adverse mais un doublé de Bony et un dernier but de Gervinho envoient la Côte d'Ivoire en demi face à la surprenante République démocratique du Congo (3-1). Aurier brille particulièrement lors de ce match, étant impliqué sur les deux derniers buts des siens signés Gervinho et Wilfried Kanon pour une place en finale face au Ghana, sa troisième en huit ans. Avec aucun but marqué dans le temps réglementaire, ni dans les prolongations, la finale se joue aux tirs au but. Après deux tentatives manquées, c'est Aurier qui relance les siens qui finissent par s'imposer et remporter leur deuxième CAN, 23 ans après leur première (0-0 ; 8-9 ap tab).
Serge Aurier se voit distinguer en faisant partie de l'équipe-type de la CAN qui comporte étrangement 12 joueurs dont 2 gardiens après en avoir dévoilé une première quelques jours plus tôt dans laquelle le latéral n'était pas,.

#### Après 2015
Deux ans après, il participe à la Coupe d'Afrique des nations 2017 au Gabon où les Éléphants sortent dès le premier tour. Il est de nouveau convoqué à la Coupe d'Afrique des nations 2019 en Égypte où la Côte d'Ivoire se voit éliminée en quarts-de-finales par l'Algérie aux tirs-au-but. Puis à la Coupe d'Afrique des nations 2021 au Cameroun, éliminé en huitièmes-de-finales par l'Égypte aux tirs-au-but encore une fois.
Le 28 décembre 2023, il est retenu dans la liste des vingt-sept joueurs ivoiriens sélectionnés par Jean-Louis Gasset pour disputer la Coupe d'Afrique des nations 2023.

## Polémiques
Lors d'une courte vidéo tournée à la fin du huitième de finale retour de C1 contre Chelsea le 11 mars 2015, Serge Aurier insulte l'arbitre de la rencontre (à laquelle il ne participe pas, étant blessé), Björn Kuipers (2-2). Malgré des excuses présentées à l'arbitre néerlandais, il écope de trois matches de suspension infligés par la commission de discipline de l'UEFA et ne peut donc pas participer aux quarts de finale contre le FC Barcelone.
Lors d'une diffusion en direct sur Periscope, dans la soirée du 13 février 2016, Serge Aurier insulte des membres de son équipe, usant d'injures à caractère homophobe et traitant notamment son entraîneur Laurent Blanc de « fiotte » et ses coéquipiers Salvatore Sirigu et Ángel Di María respectivement de « guez » (nul) et de « guignol ». Il est immédiatement écarté de l'effectif du PSG par les dirigeants, avant de s'excuser dans une vidéo le lendemain. L'affaire, qui éclate à deux jours d'un match de Ligue des champions contre Chelsea, a donné lieu à un grand nombre de commentaires d'acteurs du monde du football et a suscité un véritable buzz sur les réseaux sociaux. Serge Aurier rencontre les dirigeants du PSG à ce sujet le lundi 22 février. Dans les jours suivants, la sanction tombe : il est condamné à jouer avec l'équipe de CFA du PSG jusqu'au 21 mars 2016. Il joue un match avec l'équipe B le 19 mars, avec un maillot floqué du numéro 2, match remporté 3-0 face au leader, l'AS Poissy. Il rejoue en équipe première lors du quart de finale aller de Ligue des champions contre Manchester City le 6 avril 2016 au Parc des Princes.
Lors du match du 12 mars 2017 entre le PSG et Lorient, Serge Aurier met plus de 8 minutes pour entrer sur la pelouse après avoir été sollicité par son entraîneur pour remplacer un coéquipier, n'étant pas en tenue.
Le 8 octobre 2016, lors d'un match du groupe C des éliminatoires de la Coupe du monde 2018 : zone Afrique, opposant les Éléphants au Mali, Serge Aurier va célébrer ce qu'il croit être son premier but en équipe nationale (en réalité, un but contre son camp de Salif Coulibaly) en mimant un égorgement avec sa main droite devant un public ivoirien survolté. Ce geste agressif, très commenté sur Twitter, suscite l'interrogation et dans une moindre mesure la polémique, puisqu'il vient s'ajouter aux précédents extrasportifs de Serge Aurier durant l'année 2016. Cependant, d'après Coulibaly Zana, journaliste sportif au quotidien ivoirien Le Patriote : « Son geste n’a pas du tout été mal pris […] Bien au contraire, Serge Aurier est adulé ».

## Affaires judiciaires
Dans la nuit du 29 au 30 mai 2016, alors qu'il sort de boîte de nuit avec des amis, Serge Aurier se rend coupable d'insultes et d'un coup donné à un policier sous l'emprise de l'alcool. Le défenseur parisien est arrêté et est placé en garde à vue. Il est condamné à 2 mois de prison ferme, 600 euros de dommage corporel et 1 500 € de frais de justice pour ces faits le 26 septembre 2016 par le tribunal correctionnel de Paris, et fait appel immédiatement à la suite de cette décision. Il peut néanmoins dans l'attente de son second jugement participer aux rencontres avec le Paris Saint-Germain.
En janvier 2019, il est entendu dans une affaire de violences conjugales.

## Statistiques

### En club
| Saison                | Club                       | Championnat           | Championnat | Championnat | Championnat | Coupe nationale | Coupe nationale | Coupe nationale | Coupe de la Ligue | Coupe de la Ligue | Coupe de la Ligue | Supercoupe | Supercoupe | Supercoupe | Compétition(s) continentale(s) | Compétition(s) continentale(s) | Compétition(s) continentale(s) | Compétition(s) continentale(s) | Total | Total | Total |
| Saison                | Club                       | Division              | M.          | B.          | P.d.        | M.              | B.              | P.d.            | M.                | B.                | P.d.              | M.         | B.         | P.d.       | Comp.                          | M.                             | B.                             | P.d.                           | M.    | B.    | P.d.  |
| 2009-2010             | RC Lens                    | Ligue 1               | 5           | 0           | 0           | 1               | 0               | 0               | 1                 | 0                 | 0                 | -          | -          | -          | -                              | -                              | -                              | -                              | 7     | 0     | 0     |
| 2010-2011             | RC Lens                    | Ligue 1               | 26          | 0           | 0           | 1               | 0               | 0               | 1                 | 0                 | 0                 | -          | -          | -          | -                              | -                              | -                              | -                              | 28    | 0     | 0     |
| 2011-2012             | RC Lens                    | Ligue 2               | 16          | 0           | 0           | -               | -               | -               | 4                 | 0                 | 0                 | -          | -          | -          | -                              | -                              | -                              | -                              | 20    | 0     | 0     |
| Sous-total            | Sous-total                 | Sous-total            | 47          | 0           | 0           | 2               | 0               | 0               | 6                 | 0                 | 0                 | -          | -          | -          | -                              | -                              | -                              | -                              | 55    | 0     | 0     |
| 2011-2012             | Toulouse FC                | Ligue 1               | 10          | 1           | 0           | -               | -               | -               | -                 | -                 | -                 | -          | -          | -          | -                              | -                              | -                              | -                              | 10    | 1     | 0     |
| 2012-2013             | Toulouse FC                | Ligue 1               | 28          | 1           | 3           | 2               | 0               | 1               | 2                 | 0                 | 0                 | -          | -          | -          | -                              | -                              | -                              | -                              | 32    | 1     | 4     |
| 2013-2014             | Toulouse FC                | Ligue 1               | 34          | 6           | 6           | 2               | 0               | 0               | 2                 | 0                 | 1                 | -          | -          | -          | -                              | -                              | -                              | -                              | 38    | 6     | 7     |
| Sous-total            | Sous-total                 | Sous-total            | 72          | 8           | 9           | 4               | 0               | 1               | 4                 | 0                 | 1                 | -          | -          | -          | -                              | -                              | -                              | -                              | 80    | 8     | 11    |
| 2014-2015             | Paris Saint-Germain (prêt) | Ligue 1               | 14          | 0           | 5           | 0               | 0               | 0               | 2                 | 1                 | 1                 | 0          | 0          | 0          | C1                             | 0                              | 0                              | 0                              | 16    | 1     | 6     |
| 2015-2016             | Paris Saint-Germain        | Ligue 1               | 21          | 2           | 2           | 4               | 0               | 1               | 2                 | 0                 | 0                 | 1          | 1          | 0          | C1                             | 5                              | 1                              | 1                              | 33    | 4     | 4     |
| 2016-2017             | Paris Saint-Germain        | Ligue 1               | 22          | 0           | 3           | 3               | 0               | 0               | 1                 | 0                 | 0                 | 1          | 0          | 0          | C1                             | 5                              | 0                              | 1                              | 32    | 0     | 4     |
| Sous-total            | Sous-total                 | Sous-total            | 57          | 2           | 10          | 7               | 0               | 1               | 5                 | 1                 | 1                 | 2          | 1          | 0          | -                              | 10                             | 1                              | 2                              | 81    | 5     | 14    |
| 2017-2018             | Tottenham Hotspur          | Premier League        | 17          | 2           | 2           | 1               | 0               | 0               | 0                 | 0                 | 0                 | -          | -          | -          | C1                             | 6                              | 0                              | 1                              | 24    | 2     | 3     |
| 2018-2019             | Tottenham Hotspur          | Premier League        | 8           | 0           | 2           | 1               | 2               | 0               | 3                 | 0                 | 0                 | -          | -          | -          | C1                             | 5                              | 0                              | 1                              | 17    | 2     | 3     |
| 2019-2020             | Tottenham Hotspur          | Premier League        | 33          | 1           | 5           | 5               | 0               | 1               | 0                 | 0                 | 0                 | -          | -          | -          | C1                             | 5                              | 1                              | 2                              | 43    | 2     | 8     |
| 2020-2021             | Tottenham Hotspur          | Premier League        | 19          | 2           | 3           | 4               | 0               | 1               | 3                 | 0                 | 0                 | -          | -          | -          | C3                             | 5                              | 0                              | 0                              | 31    | 2     | 4     |
| Sous-total            | Sous-total                 | Sous-total            | 77          | 5           | 12          | 11              | 2               | 2               | 6                 | 0                 | 0                 | -          | -          | -          | -                              | 20                             | 1                              | 4                              | 114   | 8     | 18    |
| 2021-2022             | Villarreal CF              | Liga                  | 19          | 0           | 1           | 0               | 0               | 0               | -                 | -                 | -                 | -          | -          | -          | C1                             | 5                              | 0                              | 1                              | 24    | 0     | 2     |
| Sous-total            | Sous-total                 | Sous-total            | 19          | 0           | 1           | 0               | 0               | 0               | 0                 | 0                 | 0                 | 0          | 0          | 0          | -                              | 5                              | 0                              | 1                              | 24    | 0     | 2     |
| 2022-2023             | Nottingham Forest          | Premier League        | 24          | 1           | 0           | -               | -               | -               | 4                 | 0                 | 0                 | -          | -          | -          | -                              | -                              | -                              | -                              | 28    | 1     | 0     |
| 2023-2024             | Nottingham Forest          | Premier League        | 12          | 0           | 2           | -               | -               | -               | 1                 | 0                 | 0                 | -          | -          | -          | -                              | -                              | -                              | -                              | 13    | 0     | 2     |
| Sous-total            | Sous-total                 | Sous-total            | 36          | 1           | 2           | 0               | 0               | 0               | 5                 | 0                 | 0                 | 0          | 0          | 0          | -                              | 0                              | 0                              | 0                              | 41    | 1     | 2     |
| Total sur la carrière | Total sur la carrière      | Total sur la carrière | 291         | 16          | 33          | 21              | 2               | 4               | 26                | 1                 | 2                 | 2          | 1          | 0          | -                              | 35                             | 2                              | 6                              | 375   | 22    | 45    |

### En sélection nationale
| Saison                | Sélection             | Phases finales                   | Phases finales | Phases finales | Phases finales | Éliminatoires | Éliminatoires | Éliminatoires | Matchs amicaux | Matchs amicaux | Matchs amicaux | Total | Total | Total |
| Saison                | Sélection             | Compétition                      | M              | B              | Pd             | M             | B             | Pd            | M              | B              | Pd             | M     | B     | Pd    |
| --------------------- | --------------------- | -------------------------------- | -------------- | -------------- | -------------- | ------------- | ------------- | ------------- | -------------- | -------------- | -------------- | ----- | ----- | ----- |
| 2012-2013             | Côte d'Ivoire         | Coupe d'Afrique des nations 2013 | -              | -              | -              | 2             | 0             | 0             | -              | -              | -              | 2     | 0     | 0     |
| 2013-2014             | Côte d'Ivoire         | Coupe du monde 2014              | 3              | 0              | 2              | 3             | 0             | 0             | 3              | 0              | 0              | 9     | 0     | 2     |
| 2014-2015             | Côte d'Ivoire         | Coupe d'Afrique des nations 2015 | 6              | 0              | 2              | 6             | 0             | 2             | 2              | 0              | 0              | 14    | 0     | 4     |
| 2015-2016             | Côte d'Ivoire         | -                                | -              | -              | -              | 5             | 0             | 0             | 1              | 0              | 0              | 6     | 0     | 0     |
| 2016-2017             | Côte d'Ivoire         | Coupe d'Afrique des nations 2017 | 3              | 0              | 1              | 3             | 0             | 1             | 3              | 0              | 0              | 9     | 0     | 2     |
| 2017-2018             | Côte d'Ivoire         | -                                | -              | -              | -              | 4             | 0             | 0             | 2              | 0              | 0              | 6     | 0     | 0     |
| 2018-2019             | Côte d'Ivoire         | Coupe d'Afrique des nations 2019 | 2              | 0              | 0              | 5             | 0             | 1             | 1              | 0              | 0              | 8     | 0     | 1     |
| 2019-2020             | Côte d'Ivoire         | -                                | -              | -              | -              | 2             | 1             | 0             | 3              | 0              | 0              | 5     | 1     | 0     |
| 2020-2021             | Côte d'Ivoire         | -                                | -              | -              | -              | 2             | 0             | 0             | 2              | 0              | 0              | 4     | 0     | 0     |
| Total sur la carrière | Total sur la carrière | Total sur la carrière            | 14             | 0              | 5              | 32            | 1             | 4             | 17             | 0              | 0              | 63    | 1     | 9     |

### Buts internationaux
| Buts internationaux de Serge Aurier | Buts internationaux de Serge Aurier | Buts internationaux de Serge Aurier                         | Buts internationaux de Serge Aurier | Buts internationaux de Serge Aurier | Buts internationaux de Serge Aurier | Buts internationaux de Serge Aurier | Buts internationaux de Serge Aurier |
|                                     | Date                                | Lieu                                                        | Adversaire                          | Score                               | Résultat                            | Compétition                         |                                     |
| ----------------------------------- | ----------------------------------- | ----------------------------------------------------------- | ----------------------------------- | ----------------------------------- | ----------------------------------- | ----------------------------------- | ----------------------------------- |
| 1.                                  | 11 janvier 2017                     | New York University Stadium, Abou Dabi, Émirats arabes unis | Ouganda                             | 3-0                                 | 3-0                                 | Match amical.                       |                                     |

## Palmarès

### En club
Avec le Paris SG, Serge Aurier est champion de France à deux reprises en 2015 et 2016. Il remporte la Coupe de la Ligue en 2015, 2016 et 2017, la Coupe de France en 2016 et 2017 ainsi que le Trophée des champions en 2015 et 2016. Il est remplaçant lorsque le PSG remporte la Coupe de France 2015 et le Trophée des champions 2014.
Avec Tottenham, Aurier est finaliste de la Ligue des champions 2019 et la Coupe de la Ligue en 2021.

### En sélection
Avec la Côte d'Ivoire, Aurier remporte la Coupe d'Afrique des nations en 2015 puis en 2023.

### Distinctions individuelles
Il est membre de l'équipe type de la Ligue 1 aux Trophées UNFP 2014 et 2016.